# Tatsuya Morishige
Tatsuya Morishige (Osaka, 21 oktober 1971) is een voormalig Japans voetballer.

## Carrière
Tatsuya Morishige speelde tussen 1994 en 1995 voor Cerezo Osaka.

## Statistieken
| Japan   | Japan        | Japan           | League | League | Emperor's Cup | Emperor's Cup | J-League Cup | J-League Cup | Totaal | Totaal |
| Seizoen | Club         | League          | Wed.   | Goals  | Wed.          | Goals         | Wed.         | Goals        | Wed.   | Goals  |
| ------- | ------------ | --------------- | ------ | ------ | ------------- | ------------- | ------------ | ------------ | ------ | ------ |
| 1994    | Cerezo Osaka | Football League |        |        |               |               |              |              |        |        |
| 1995    | Cerezo Osaka | J. League 1     | 7      | 0      | 0             | 0             | -            | -            | 7      | 0      |
| Totaal  | Totaal       | Totaal          | 7      | 0      | 0             | 0             | 0            | 0            | 7      | 0      |